# Berrien, Finistère

Berrien este o comună în departamentul Finistère, Franța. În 1 ianuarie 2022 avea o populație de 920 de locuitori.